# Holowniki projektu B860

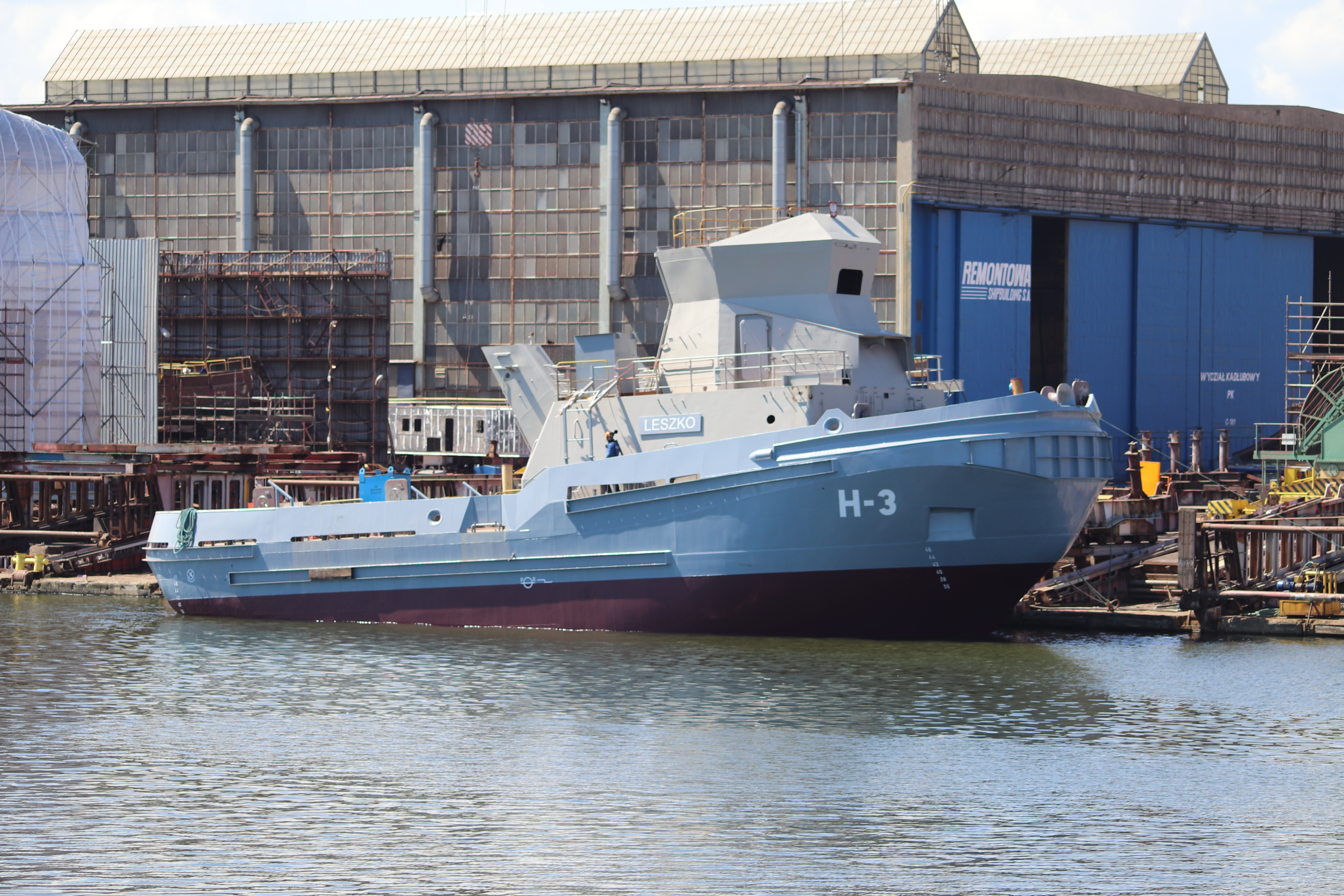
Holownik H-3 Leszko podczas budowy w stoczni RSB (2020)

Holowniki projektu B860 – seria sześciu polskich uniwersalnych holowników, służących w Marynarce Wojennej od 2020 roku.

## Historia
Program budowy nowych holowników dla Marynarki Wojennej, pod kryptonimem Holownik, rozpoczął się w połowie drugiej dekady XXI wieku, dla zastąpienia siedmiu dotychczas używanych holowników trzech typów, z których najmłodsze weszły do służby w 1993 roku. O realizację kontraktu ubiegały się trzy konsorcja: Remontowa (z ofertą wartości 220 mln zł plus VAT), Damen Shipyards Gdynia ze Stocznią Marynarki Wojennej (wartość oferty 315 mln zł z VAT) oraz Stocznia Remontowa „Nauta” z Morską Stocznią Remontową „Gryfia” (280 mln zł bez VAT). Po dwukrotnym odwoływaniu się od wyniku przetargu, MON podpisał umowę z wykonawcą. Umowa na budowę sześciu nowych holowników została zawarta pomiędzy Inspektoratem Uzbrojenia, a stocznią Remontowa Shipbuilding w Gdańsku 19 czerwca 2017 roku. Projekt jednostek został opracowany przez spółkę NED Project we współpracy ze spółką Remontowa Marine Design & Consulting, a głównym projektantem jest Andrzej Lerch. Koszt całej umowy wynosił 283,5 miliona zł.
Cięcie blach na jednostkę prototypową H-11 Bolko, budowaną pod numerem B860/1, rozpoczęto 16 listopada 2017 roku, a uroczyste położenie stępki (przyspawanie okolicznościowego medalu do wykonanej już sekcji dna) miało miejsce 23 stycznia 2018 roku.

## Opis techniczny
Jednostki projektu B860 są przeznaczone między innymi do zabezpieczenia bojowego oraz wsparcia logistycznego zarówno na morzu jak i w portach, wykonywania działań związanych z ewakuacją techniczną, wsparcia akcji ratowniczych, transportu osób i zaopatrzenia, neutralizacji zanieczyszczeń. Dzięki wyposażeniu w żuraw o udźwigu 3 ton mogą służyć także do podejmowania torped z wody. Według założeń, na rufowym otwartym pokładzie można przewozić ładunki o masie do 4 ton. Holowniki mogą pracować w trudnych warunkach hydrologicznych, na morzach i oceanach niearktycznych. Mają zdolność operowania w ciężkich warunkach lodowych w asyście lodołamaczy (klasa lodowa L1).
Pojemność brutto jednostek wynosi 368 TR. Uciąg na palu ma wynosić przynajmniej 35 T (dwukrotnie więcej od najsilniejszych poprzednio używanych holowników proj. H-960).

## Spis jednostek
Jednostki weszły do służby w 3 Flotylli Okrętów w Gdyni (trzy jednostki) oraz 8 Flotylli Obrony Wybrzeża w Świnoujściu (trzy jednostki). Jednostki otrzymały numery po wcześniej wycofanych holownikach, a imiona między innymi po trzech okrętach ratowniczych projektu R-30.
| Nazwa        | Wodowanie           | Wejście do służby | Uwagi                                                                   | Przypisy             |
| ------------ | ------------------- | ----------------- | ----------------------------------------------------------------------- | -------------------- |
| H-1 Gniewko  | 6 marca 2019        | 15 kwietnia 2020  | Jednostka służy w 3 Flotylli Okrętów (3 FO).                            | [ 7 ] [ 8 ]          |
| H-2 Mieszko  | 8 lipca 2019        | 14 sierpnia 2020  | Jednostka służy w 3 FO.                                                 | [ 8 ] [ 9 ]          |
| H-3 Leszko   | 3 czerwca 2020      | 10 marca 2021     | Jednostka służy w 3 FO.                                                 | [ 10 ] [ 11 ] [ 12 ] |
| H-11 Bolko   | 8 października 2018 | 26 lutego 2020    | Pierwsza jednostka z serii, służy w 8 Flotylli Obrony Wybrzeża (8 FOW). | [ 11 ] [ 13 ]        |
| H-12 Semko   | 20 listopada 2019   | 9 grudnia 2020    | Jednostka służy w 8 Flotylli Obrony Wybrzeża (8 FOW).                   | [ 11 ] [ 14 ] [ 15 ] |
| H-13 Przemko | 17 grudnia 2020     | 26 czerwca 2021   | Jednostka służy w 8 Flotylli Obrony Wybrzeża (8 FOW).                   | [ 16 ] [ 17 ]        |